# Изворово (област Търговище)
Вижте пояснителната страница за други значения на Изворово.
Ѝзворово е село в Североизточна България, 
община Антоново, област Търговище.

## География
Село Изворово се намира на около 26 km югозападно от областния център Търговище, около 11 km изток-югоизточно от общинския център Антоново и около 10 km западно от Омуртаг. Разположено е в източния Предбалкан, в северния край на историко-географската област Сланник (до 1942 г. Тузлук). Надморската височина в центъра на селото е около 408 m, нараства до около 430 m на югозапад и югоизток, а намалява на северозапад.
Общинският път, минаващ през Изворово, води както на запад, така и на изток през село Камбурово, до връзки с минаващия южно от Изворово първокласен републикански път I-4 (съвпадащ с европейски път Е772).
Землището на село Изворово граничи със землищата на: село Росица на север; село Панайот Хитово на север; село Камбурово на север и изток; село Илийно на юг; село Вельово на юг; село Кьосевци на югозапад и запад; село Ястребино на запад; село Любичево на северозапад.
В землището на Изворово попадат южната и западната части от южното разклонение на намиращия се на около километър северно от селото язовир Ястребино, построен на Голяма река.
Населението на село Изворово, наброявало 737 души при преброяването към 1934 г., намалява до 551 към 1965 г. и след рязко временно увеличение на населението до 672 души към 1975 г., продължава да намалява до 391 (по текущата демографска статистика за населението) към 2020 г. 
При преброяването на населението към 1 февруари 2011 г., от обща численост 409 лица, за 108 лица е посочена принадлежност към „българска“ етническа група, за 9 – към „турска“, за 268 – към ромска, за „други“ и „не се самоопределят“ не са посочени данни и 23 не са отговорили.

## История
Селото е вековно, старото му име е Кешкекчилери, – Извор 7.7.5.3. и е отбелязано още през 1870 г. в картата на Феликс Каниц.. Сегашното име е дадено при замяната на старите турски топоними с български след Освобождението. Името произлиза от големия и пълноводен извор в долината южно от селото. По време на социализма в селото са построени няколко сгради, в които заработват добре подредена библиотека, детска градина, фурна, шивашки цех. Изградена е здравен дом с лекарски кабинет, зъболекарски кабинет и родилно отделение в представителна сграда в паркова обстановка – гордостта на селото. Направено е кино и театрална зала, в които редовно са се провеждали прожекции и театрални и танцови представления.
По време на Руско-турската война (1877-1878) и след нея турското население се изселва почти напълно. Земите и къщите са изкупени от българи, слезли от Еленско и други места. Немалка част от преселниците идват от Северна Македония и по-специално от района на град Скопие.
След 1989 г. поради миграцията и разликата в естествения прираст в селото започва да преобладава ромското население над българското.

## Религия
В селото има църква, която след 1989 г. остава необитаема и е разграбена. С помощта на труда и средства на живущите и родените в това село и благодарение на всеотдайната дейност на Божанка /жител и отговарящ за църквата/ на 06.05.2005 година е възстановена и отново действа църквата „Свети Георги“.

## Обществени институции
В центъра на село Изворово има кметство, народна библиотека с театрална зала и кино, основно училище. Има поща,магазин, сладкарница и хлебопекарна. Народното читалище „Отец Паисий-1929“ с читалищен деятел Мариана развива успешна просветна и културна дейност. ЦДГ „Детелина“ също успява да се справя въпреки трдностите и да се грижи за бъдещите жители на селото.
Много може да се разказва за историческото минало и за наличието на стар манастир в района на селото в който са били запазени документи за историческото минало на селото. Но това е работа на археолозите, които биха са заинтересували от тези факти.

## Редовни събития
Ромското население населява предимно махалата „Кърши мале“ („Отсрещната махала“), наречена така, защото е разделена от селото от долината на „Студеното дере“. В последните десетилетия ромското население се заселва и в централните части на селото. Ромските сватби и празници си остават най-интересните зрелищни събития.
Денят на селото е първата неделя след Гергьовден, когато ежегодно се прави селски сбор. В близкото минало е имало и танцов състав, които е изнасял представления.
Кмет на селото е Анани Момчилов – ГЕРБ.

## Други
В селото има голяма безработица заради закриването на трудовата и потребителна кооперация и на шивашкия цех. Останали са предимно възрастни пенсионери, които си помагат с домашно земеделие, животновъдство и риболов от близкия язовир Ястребино.

### Кухня
В Изворово кухнята е българска – традиционна. Заради големия риболов може да се опитат и нетипични рибени гозби.